# Herbert Weicker

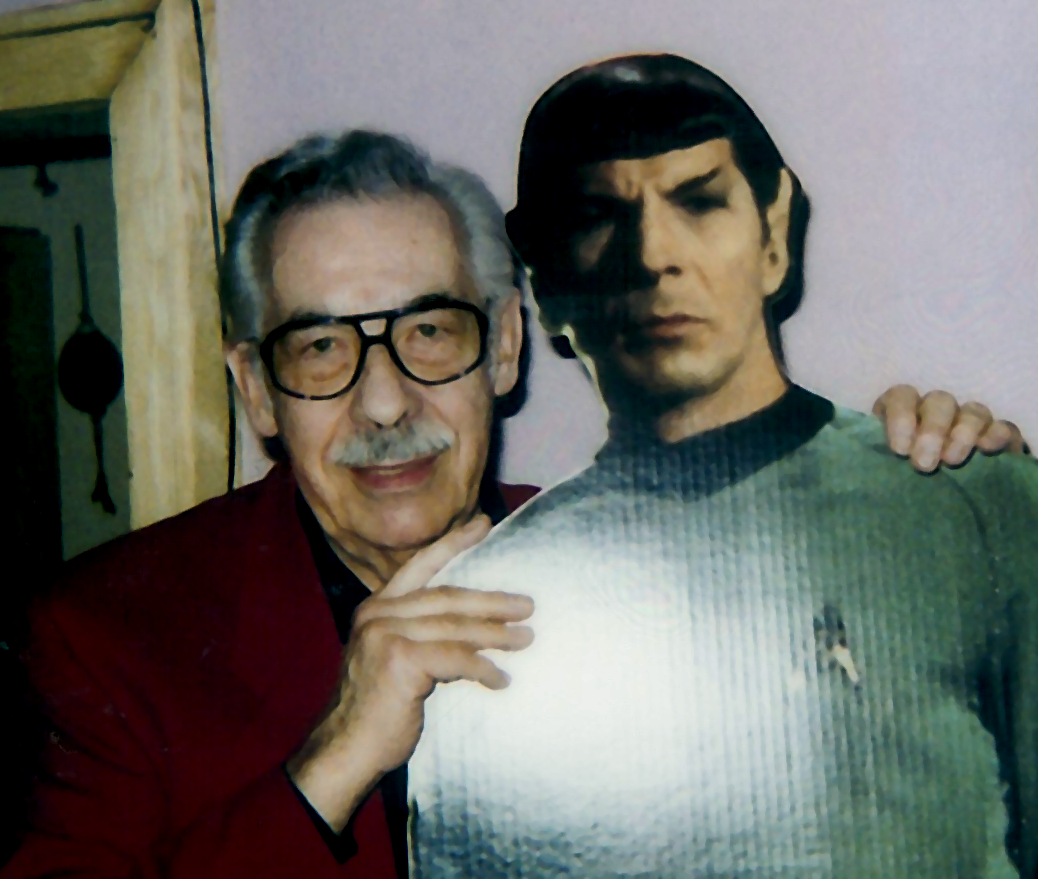
Weicker auf der Star Trek Convention 1994 in Mannheim

Herbert Weicker (* 4. September 1921 in Darmstadt; † 29. Mai 1997 in München) war ein deutscher Schauspieler und Synchronsprecher.

## Leben
Seine erste Filmrolle spielte Herbert Weicker 1948 in Kurt Hoffmanns Film Das verlorene Gesicht, wo er den Dr. Hasan verkörperte. In den 1950er und 1960er Jahren folgten eine Reihe von kleineren Nebenrollen in Filmen von Regisseuren wie Karl Georg Külb, John Reinhardt, Werner Jacobs, Yves Allégret, Harald Philipp, Rudolf Jugert, Jürgen Roland oder Harald Reinl.
1954 hatte Weicker eine kleine Rolle als Barkeeper in Helmut Käutners Film Bildnis einer Unbekannten. 1957 spielte er den Hurtado in Kurt Hoffmanns Verfilmung Bekenntnisse des Hochstaplers Felix Krull von Thomas Manns gleichnamigem Roman. 1968 schlüpfte er in Karl Suters Komödie Bonditis in die Rolle des Asketen. Seit den frühen 1960er Jahren spielte er zudem in zahlreichen Rollen in bekannten und weniger bekannten deutschen Fernsehfilmen.
Bekannt wurde Weicker aber vor allem als markante Stimme von Leonard Nimoy alias Spock in der US-amerikanischen Fernsehserie Raumschiff Enterprise und auch in den darauffolgenden Kinoerfolgen der Star-Trek-Reihe in den 1970er, 1980er und 1990er Jahren. Insgesamt sprach er die Rolle in 23 Jahren 108 Mal.
Er synchronisierte den Schauspieler Herbert Lom in mehreren Filmen, in denen Lom den Inspector Dreyfus in der von Regisseur Blake Edwards geschaffenen Pink-Panther-Reihe spielte, sowie Walter Gotell als sowjetischen KGB-General Anatol Gogol in mehreren James-Bond-Verfilmungen.
Außerdem sprach er öfter Sidney Poitier und Christopher Lee sowie unzählige Film- und Serienrollen in den 1960er bis 1980er Jahren, wie beispielsweise 1966 den Piraten Dirk Taylor (Michel Charrel) in dem ZDF-Abenteuervierteiler Die Schatzinsel oder den Grünen König in dem Abenteuer-Mehrteiler Der Mondschimmel. Vor allem mit Eberhard Storeck arbeitete er eng zusammen (Wickie und die starken Männer, Muppet Show und Die Fraggles).
Neben Filmsynchronisationen sprach Herbert Weicker auch Teile der Hörspielproduktion Der Weltensegler – ein, wie die Macher es nennen, „audiophiles Ereignis“.
Dies war seine letzte Arbeit, kurz nach den Aufnahmen kam er am 29. Mai 1997 im Alter von 75 Jahren bei einem Autounfall in München ums Leben. Seine Grabstätte befindet sich auf dem Münchner Nordfriedhof.

## Filmografie (Auswahl)
- 1948: Das verlorene Gesicht
- 1950: Die Nacht ohne Sünde
- 1953: Man nennt es Liebe
- 1953: Straßenserenade
- 1954: Die Gefangene des Maharadscha
- 1954: Bildnis einer Unbekannten
- 1955: Geliebte Feindin
- 1955: Oase (Oasis)
- 1957: Bekenntnisse des Hochstaplers Felix Krull
- 1958: Rivalen der Manege
- 1959: Die Wahrheit über Rosemarie
- 1960: Endstation Rote Laterne
- 1961: Das nasse Leben : Erinnerungen einer Brustschwimmerin (TV)
- 1961: Der Weg ist dunkel (TV)
- 1961: Bankraub in der Rue Latour
- 1961: Die inneren Stimmen (TV)
- 1961: Und Pippa tanzt (TV)
- 1962: Montserrat (TV)
- 1963: Die Legende vom heiligen Trinker (TV)
- 1963: Die Flußpiraten vom Mississippi
- 1964: Der Traum des Eroberers (TV)
- 1964: König Richard III (TV)
- 1964: Samstag, Sonntag, Montag (TV)
- 1964: Sergeant Dower muß sterben (TV)
- 1964: Die Gäste des Felix Hechinger (TV)
- 1964: Michol und Bethsabee (TV)
- 1964: Columbus – Bericht und Bildnis (TV)
- 1965: Figaro läßt sich scheiden (TV)
- 1965: Götterkinder – Eine ergötzliche Television aus vergangener Zeit (TV)
- 1965: Ein Tag im April (TV)
- 1965: Diamanten sind gefährlich (TV)
- 1965: Der heimliche Teilhaber (TV)
- 1965: Liebe nicht ausgeschlossen (TV)
- 1965: Kommissar Freytag – Frau Tanners Testament (Fernsehserie)
- 1966: Feine Herrschaften (TV)
- 1966: Der Großtyrann und das Gericht (TV)
- 1966: Der Nachtkurier meldet … (Fernsehserie)
- 1966: Der Fall Mata Hari (TV)
- 1966: Die verschenkten Jahre (TV)
- 1966: Flieger Ross (TV)
- 1967: Kapitän Brassbounds Bekehrung (TV)
- 1967: Bonditis
- 1967: Die Schlangengrube und das Pendel
- 1967: Es bleibt unter uns (TV)
- 1967: Der Tod des Sokrates (TV)
- 1968: Schinderhannes (TV)
- 1968: König Richard II (TV)
- 1968: Graf Yoster gibt sich die Ehre (Fernsehserie)
- 1968: Ich auf Bestellung (TV)
- 1968: Phoebus (TV)
- 1968: Tom Sawyers und Huckleberry Finns Abenteuer (Fernsehserie)
- 1969: Epitaph für einen König (TV)
- 1969: Das Trauerspiel von Julius Caesar (TV)
- 1969: Der Tod vom Sokrates (TV)
- 1970: Wie eine Träne im Ozean (TV)
- 1970: Die seltsamen Methoden des Franz Josef Wanninger – Der teure Gatte
- 1971: Chopin-Express
- 1971: Merkwürdige Geschichten (Fernsehserie) – Drei Stunden meines Lebens
- 1973: Was Schulmädchen verschweigen
- 1973: Black Coffee (TV)
- 1974: Tatort – 3:0 für Veigl
- 1976: Der flüsternde Tod
- 1981: Tod eines Schülers (TV-Sechsteiler, drei Episoden)
- 1982: Shalom Pharao
- 1985: Patrik Pacard
- 1985: Vergeßt Mozart
- 1986: Der Stein des Todes
- 1992: Das kleine Gespenst

### Als Sprecher (Auswahl)
- 1966: Die Schatzinsel (Synchronsprecher von Dirk Taylor)
- 1967: Die Schlangengrube und das Pendel (Synchronsprecher von Christopher Lee)
- 1969: Zehn kleine Negerlein (Die Stimme vom Grammophon)
- 1973: James Bond 007 – Leben und sterben lassen (Synchronsprecher von Yaphet Kotto)
- 1974: James Bond 007 – Der Mann mit dem goldenen Colt (Synchronsprecher von Christopher Lee)
- 1977: James Bond 007 – Der Spion, der mich liebte (Synchronsprecher von Walter Gotell)
- 1982: Gib dem Affen Zucker (Synchronsprecher von Adolfo Celi)
- 1983: James Bond 007 – Octopussy (Synchronsprecher von Walter Gotell)